# Кубок России по баскетболу среди женщин 2009/2010
Кубок России по баскетболу среди женщин в сезоне 2009/2010 является VII турниром Российской федерации по баскетболу.

## Регламент
В Кубке России участвуют все клубы Суперлиги «А», Суперлиги «Б», молодёжные составы Суперлиги «А» и команды Высшей лиги чемпионата России.
Соревнование проводится в два этапа:
I этап — IV Кубок В. Кузина
II этап — финальная часть Кубка России: предварительные игры в группах, 1/4 финала и Финал четырёх.

## Финальная часть VII Кубка России

### Предварительный раунд
Команды Суперлиги «А» и два финалиста Кубка В.Кузина делятся на две группы «А» и «Б», игры в группах проводятся турами в один круг. По две сильнейшие команды из группы «А» и «Б» по итогам предварительного раунда выходят в 1/4 финала Кубка России.
Группа А  (08-10.10.2009, Вологда)
| Команда                     | СПА    | ВОЛ   | ДИН   | СЭК    | В | П | Разность мячей | Очки |
| --------------------------- | ------ | ----- | ----- | ------ | - | - | -------------- | ---- |
| 1. Спартак Санкт-Петербург  |        | 74:76 | 97:57 | 116:46 | 2 | 1 | 287—179        | 5    |
| 2. Вологда-Чеваката Вологда | 76:74  |       | 75:93 | 99:61  | 2 | 1 | 250—228        | 5    |
| 3. Динамо-ГУВД Новосибирск  | 57:97  | 93:75 |       | 86:45  | 2 | 1 | 236—217        | 5    |
| 4. Спарта энд К — 2 Видное  | 46:116 | 61:99 | 45:86 |        | 0 | 3 | 152—301        | 3    |

Группа Б  (09-11.10.2009, Оренбург)
| Команда                     | НАД   | ДИН   | ЭНЕ   | СШЭ   | В | П | Разность мячей | Очки |
| --------------------------- | ----- | ----- | ----- | ----- | - | - | -------------- | ---- |
| 1. Надежда Оренбург         |       | 71:55 | 71:57 | 72:54 | 3 | 0 | 214—166        | 6    |
| 2. Динамо Курск             | 55:71 |       | 91:55 | 80:66 | 2 | 1 | 226—192        | 5    |
| 3. Энергия Иваново          | 57:71 | 55:91 |       | 69:57 | 1 | 2 | 181—219        | 4    |
| 4. Спартак-ШВСМ-Эфес Москва | 54:72 | 66:80 | 57:69 |       | 0 | 3 | 177—221        | 3    |

### 1/4 финала
Команды Суперлиги «А», занявшие с 1 по 4-е места в чемпионате России сезона 2008/2009 (УГМК, «Спарта энд К», ЦСКА и «Динамо» Москва) были допущены в четвертьфинальный раунд, но из-за финансовых проблем ЦСКА отказался от участия в турнире. В ходе жеребьёвки «Спарта энд К» была сразу определена в финальный турнир. Команды, победившие в 1/4 финала, выходят в Финал четырёх Кубка России.
Первый матч
| 14 ноября 2009 19:00 MSK | Отчёт | Надежда                                 | 90 : 63  | Динамо (М)               | СК «Олимпийский», Оренбург Зрителей: 1 500 |
| 14 ноября 2009 19:00 MSK | Отчёт | 35:17, 13:14, 18:22, 24:10              |          |                          | СК «Олимпийский», Оренбург Зрителей: 1 500 |
| 14 ноября 2009 19:00 MSK | Отчёт | Снытина 21, Овчаренко 20, Закалюжная 19 | Очки     | Кейру 18, Водопьянова 14 | СК «Олимпийский», Оренбург Зрителей: 1 500 |
| 14 ноября 2009 19:00 MSK | Отчёт | Закалюжная 8, Снытина 7                 | Подборы  | Водопьянова 9            | СК «Олимпийский», Оренбург Зрителей: 1 500 |
| 14 ноября 2009 19:00 MSK | Отчёт | Берсенева 7, Веремеенко 5               | Передачи | Кейру 2                  | СК «Олимпийский», Оренбург Зрителей: 1 500 |

Ответный матч
| 13 декабря 2009 18:00 MSK | Отчёт | Динамо (М)                         | 66 : 76  | Надежда                           | ДС в Крылатском, Москва Зрителей: 500 |
| 13 декабря 2009 18:00 MSK | Отчёт | 26:16, 19:6, 5:30, 16:24           |          |                                   | ДС в Крылатском, Москва Зрителей: 500 |
| 13 декабря 2009 18:00 MSK | Отчёт | Водопьянова 16, Кузина 13, Кейру 9 | Очки     | Мош 22, Снытина 19, Закалюжная 16 | ДС в Крылатском, Москва Зрителей: 500 |
| 13 декабря 2009 18:00 MSK | Отчёт | Кузина 8, Водопьянова 8            | Подборы  | Веремеенко 6, Закалюжная 6        | ДС в Крылатском, Москва Зрителей: 500 |
| 13 декабря 2009 18:00 MSK | Отчёт | Кейру 8, Сытняк 3                  | Передачи | Веремеенко 5, Берсенева 4         | ДС в Крылатском, Москва Зрителей: 500 |

Первый матч
| 15 ноября 2009 17:00 MSK | Отчёт | УГМК                                            | 87 : 62  | Спартак (СПб)                   | ДИВС «Уралочка», Екатеринбург Зрителей: 3 000 |
| 15 ноября 2009 17:00 MSK | Отчёт | 24:16, 19:17, 19:23, 25:6                       |          |                                 | ДИВС «Уралочка», Екатеринбург Зрителей: 3 000 |
| 15 ноября 2009 17:00 MSK | Отчёт | Бибжицка 19, Груда 15, Степанова 15, Воутерс 15 | Очки     | Мур 15, Белякова 14, Фирсова 14 | ДИВС «Уралочка», Екатеринбург Зрителей: 3 000 |
| 15 ноября 2009 17:00 MSK | Отчёт | Степанова 7, Груда 6, Бибжицка 6, Воутерс 6     | Подборы  | Белякова 5                      | ДИВС «Уралочка», Екатеринбург Зрителей: 3 000 |
| 15 ноября 2009 17:00 MSK | Отчёт | Пондекстер 7, Бибжицка 3, Абросимова 3          | Передачи | Фирсова 3, Петракова 3          | ДИВС «Уралочка», Екатеринбург Зрителей: 3 000 |

Ответный матч
| 12 декабря 2009 17:00 MSK | Отчёт | Спартак (СПб)                        | 53 : 92  | УГМК                                | ДИВС «Уралочка», Екатеринбург Зрителей: 4 000 |
| 12 декабря 2009 17:00 MSK | Отчёт | 22:24, 13:20, 9:26, 9:22             |          |                                     | ДИВС «Уралочка», Екатеринбург Зрителей: 4 000 |
| 12 декабря 2009 17:00 MSK | Отчёт | Петракова 17, Фирсова 8, Арсеньева 8 | Очки     | Бибжицка 18, Груда 16, Степанова 16 | ДИВС «Уралочка», Екатеринбург Зрителей: 4 000 |
| 12 декабря 2009 17:00 MSK | Отчёт | Петракова 11, Мур 6, Андерсон 6      | Подборы  | Степанова 6                         | ДИВС «Уралочка», Екатеринбург Зрителей: 4 000 |
| 12 декабря 2009 17:00 MSK | Отчёт | Петракова 4                          | Передачи | Пондекстер 7, Нолан 4, Дюмерк 4     | ДИВС «Уралочка», Екатеринбург Зрителей: 4 000 |

Первый матч
| 13 декабря 2009 18:00 MSK | Отчёт | Вологда-Чеваката                            | 88 : 60  | Динамо (К)                          | СКК «Спектр», Вологда Зрителей: 500 |
| 13 декабря 2009 18:00 MSK | Отчёт | 13:18, 20:19, 29:16, 26:7                   |          |                                     | СКК «Спектр», Вологда Зрителей: 500 |
| 13 декабря 2009 18:00 MSK | Отчёт | Соколовская 15, Данилочкина 14, Харченко 13 | Очки     | Роббинс 24, Гвоздева 9, Краснощек 7 | СКК «Спектр», Вологда Зрителей: 500 |
| 13 декабря 2009 18:00 MSK | Отчёт | Соколовская 12, Яковлева 7                  | Подборы  | Роббинс 15, Гвоздева 6              | СКК «Спектр», Вологда Зрителей: 500 |
| 13 декабря 2009 18:00 MSK | Отчёт | Пименова 5, Хрусталёва 5                    | Передачи | Максименко 3                        | СКК «Спектр», Вологда Зрителей: 500 |

Ответный матч
| 21 декабря 2009 18:00 MSK | Отчёт | Динамо (К)                       | 62 : 68  | Вологда-Чеваката                        | СК «Динамо», Курск Зрителей: 900 |
| 21 декабря 2009 18:00 MSK | Отчёт | 16:16, 9:17, 19:15, 18:20        |          |                                         | СК «Динамо», Курск Зрителей: 900 |
| 21 декабря 2009 18:00 MSK | Отчёт | Роббинс 13, Сноу 12, Бимбаите 11 | Очки     | Хрусталева 17, Плешкова 14, Харченко 13 | СК «Динамо», Курск Зрителей: 900 |
| 21 декабря 2009 18:00 MSK | Отчёт | Роббинс 6, Сноу 6                | Подборы  | Гришаева 9, Харченко 5, Хрусталева 5    | СК «Динамо», Курск Зрителей: 900 |
| 21 декабря 2009 18:00 MSK | Отчёт | Бимбаите 7, Псарева 3            | Передачи | Гишаева 2, Плешкова 2                   | СК «Динамо», Курск Зрителей: 900 |

### Финал четырёх (23-24.01.2010, Оренбург)

#### Полуфинал
| 23 января 2010 16:00 MSK | Отчёт | Вологда-Чеваката                         | 72 : 102 | Спарта энд К                      | СК «Оренбуржье, Оренбург Зрителей: 1 500 |
| 23 января 2010 16:00 MSK | Отчёт | 19:27, 20:23, 17:28, 16:24               |          |                                   | СК «Оренбуржье, Оренбург Зрителей: 1 500 |
| 23 января 2010 16:00 MSK | Отчёт | Гришаева 19, Соколовская 18, Яковлева 11 | Очки     | Фаулс 14, Таурази 13, Петрович 13 | СК «Оренбуржье, Оренбург Зрителей: 1 500 |
| 23 января 2010 16:00 MSK | Отчёт | Яковлева 9, Соколовская 7                | Подборы  | Корстин 7, Виеру 6, Миллер 4      | СК «Оренбуржье, Оренбург Зрителей: 1 500 |
| 23 января 2010 16:00 MSK | Отчёт | Яковлева 3, Соколовская 3                | Передачи | Таурази 6, Миллер 5, Берд 3       | СК «Оренбуржье, Оренбург Зрителей: 1 500 |

| 23 января 2010 19:00 MSK | Отчёт | УГМК                              | 72 : 38  | Надежда                                | СК «Оренбуржье, Оренбург Зрителей: 4 000 |
| 23 января 2010 19:00 MSK | Отчёт | 19:7, 18:8, 17:11, 18:12          |          |                                        | СК «Оренбуржье, Оренбург Зрителей: 4 000 |
| 23 января 2010 19:00 MSK | Отчёт | Паркер 15, Нолан 12, Воутерс 10   | Очки     | Баранова 12, Овчаренко 8, Мош 4        | СК «Оренбуржье, Оренбург Зрителей: 4 000 |
| 23 января 2010 19:00 MSK | Отчёт | Бибжицка 8, Видмер 7, Степанова 7 | Подборы  | Баранова 8, Веремеенко 7, Закалюжная 4 | СК «Оренбуржье, Оренбург Зрителей: 4 000 |
| 23 января 2010 19:00 MSK | Отчёт | Нолан 3, Бибжицка 2, Абросимова 2 | Передачи | Мош 2                                  | СК «Оренбуржье, Оренбург Зрителей: 4 000 |

#### Матч за 3-е место
| 24 января 2010 16:00 MSK | Отчёт | Надежда                                 | 89 : 69  | Вологда-Чеваката                                  | СК «Оренбуржье, Оренбург Зрителей: 2 000 |
| 24 января 2010 16:00 MSK | Отчёт | 24:13, 22:21, 14:16, 29:19              |          |                                                   | СК «Оренбуржье, Оренбург Зрителей: 2 000 |
| 24 января 2010 16:00 MSK | Отчёт | Мош 27, Веремеенко 20, Овчаренко 16     | Очки     | Пименова 21, Соколовская 19, Яковлева 17          | СК «Оренбуржье, Оренбург Зрителей: 2 000 |
| 24 января 2010 16:00 MSK | Отчёт | Веремеенко 12, Баранова 6, Закалюжная 4 | Подборы  | Соколовская 6, Пименова 4, Яковлева 4, Плешкова 4 | СК «Оренбуржье, Оренбург Зрителей: 2 000 |
| 24 января 2010 16:00 MSK | Отчёт | Берсенева 10, Веремеенко 4, Бурик 4     | Передачи | Хрусталева 3                                      | СК «Оренбуржье, Оренбург Зрителей: 2 000 |

#### Финал
| 24 января 2010 19:00 MSK | Отчёт | УГМК'                                 | 77 : 75  | Спарта энд К                              | СК «Оренбуржье, Оренбург Зрителей: 2 500 |
| 24 января 2010 19:00 MSK | Отчёт | 19:7, 18:8, 17:11, 18:12              |          |                                           | СК «Оренбуржье, Оренбург Зрителей: 2 500 |
| 24 января 2010 19:00 MSK | Отчёт | Паркер 23, Бибжицка 14, Пондекстер 13 | Очки     | Берд 24, Таурази 24, Корстин 10           | СК «Оренбуржье, Оренбург Зрителей: 2 500 |
| 24 января 2010 19:00 MSK | Отчёт | Степанова 14, Бибжицка 6, Груда 4     | Подборы  | Берд 9, Осипова 7, Таурази 5              | СК «Оренбуржье, Оренбург Зрителей: 2 500 |
| 24 января 2010 19:00 MSK | Отчёт | Дюмерк 3, Паркер 2                    | Передачи | Таурази 3, Карпунина 2, Корстин 2, Берд 2 | СК «Оренбуржье, Оренбург Зрителей: 2 500 |

### Обладатель кубкаУГМК
Светлана Абросимова
 Агнешка Бибжицка
 Татьяна Видмер
 Татьяна Волкова
 Энн Воутерс
 Сандрин Груда
 Селин Дюмерк
 Деанна Нолан
 Кэндис Паркер — MVP финала
 Кэппи Пондекстер
 Мария Степанова
Главный тренер —  Гундарс Ветра